# Vížka
Vížka (německy Wieschka) je vesnice, část města Planá v okrese Tachov v Plzeňském kraji. Nachází se asi osm kilometrů jihovýchodně od Plané. Je zde evidováno 117 adres. V roce 2011 zde trvale žilo devět obyvatel.
Vížka je také název katastrálního území o rozloze 4,26 km².

## Historie
První písemná zmínka o vesnici pochází z roku 1546.

## Obyvatelstvo
V roce 1921 ve Vížce žilo ve 24 domech 130 obyvatel, z toho jeden české a 126 německé národnosti.
| Rok            | 1869 | 1880 | 1890 | 1900 | 1910 | 1921 | 1930 | 1950 | 1961 | 1970 | 1980 | 1991 | 2001 | 2011 | 2021 |
| -------------- | ---- | ---- | ---- | ---- | ---- | ---- | ---- | ---- | ---- | ---- | ---- | ---- | ---- | ---- | ---- |
| Počet obyvatel | 121  | 130  | 139  | 122  | 110  | 130  | 120  | 23   | 43   | 26   | 12   | 6    | 5    | 9    | 18   |
| Počet domů     | 22   | 22   | 23   | 22   | 23   | 24   | 24   | 9    | 9    | 6    | 5    | 3    | 3    | 6    | 5    |

## Obecní správa
Při sčítání lidu v letech 1850–1949 Vížka byla samostatnou obcí v okrese Planá. V letech 1950–1960 byla částí obce Třebel v okrese Stříbro. V letech 1961–1976 byla částí obce Svahy v okrese Tachov. Od 30. dubna 1976 je částí města Planá v okrese Tachov.